# The Ballad of John and Yoko
The Ballad of John and Yoko – ballada rockowa zespołu The Beatles, skomponowana przez Johna Lennona w 1969 roku. Została wydana na singlu w maju 1969 roku w Wielkiej Brytanii i 4 czerwca 1969 roku w USA. Tematem utworu jest ślub Johna Lennona z Yoko Ono, pobyt w amsterdamskim hotelu, walka o pokój (Bed-In, sadzenie dębów w Londynie na znak pokoju), a także kontrowersje, jakie budził ten związek.

## Twórcy
- John Lennon – wokal, gitara prowadząca, gitara akustyczna
- Paul McCartney – perkusja, gitara basowa, pianino, marakasy, chórki